# 寺互令
寺互令（じごれい）は、古代中国の前漢時代にあった官職である。
職務については、役所の門の警護とする説がある。
漢の初めには少府に属し、ついで主爵中尉に属し、さらに中尉に転属した。太初元年（紀元前104年）からは、中尉が改称してできた執金吾に属した。
寺互令には副官として丞（寺互丞）が一人ついた
前王朝の秦にあった可能性があり、正確な設置年は不明だが、西暦紀元前206年から紀元8年まで続いた前漢王朝の大部分の期間には置かれていた。続く新では不明。後漢では置かれなかった